# Marquesado de Casa Real

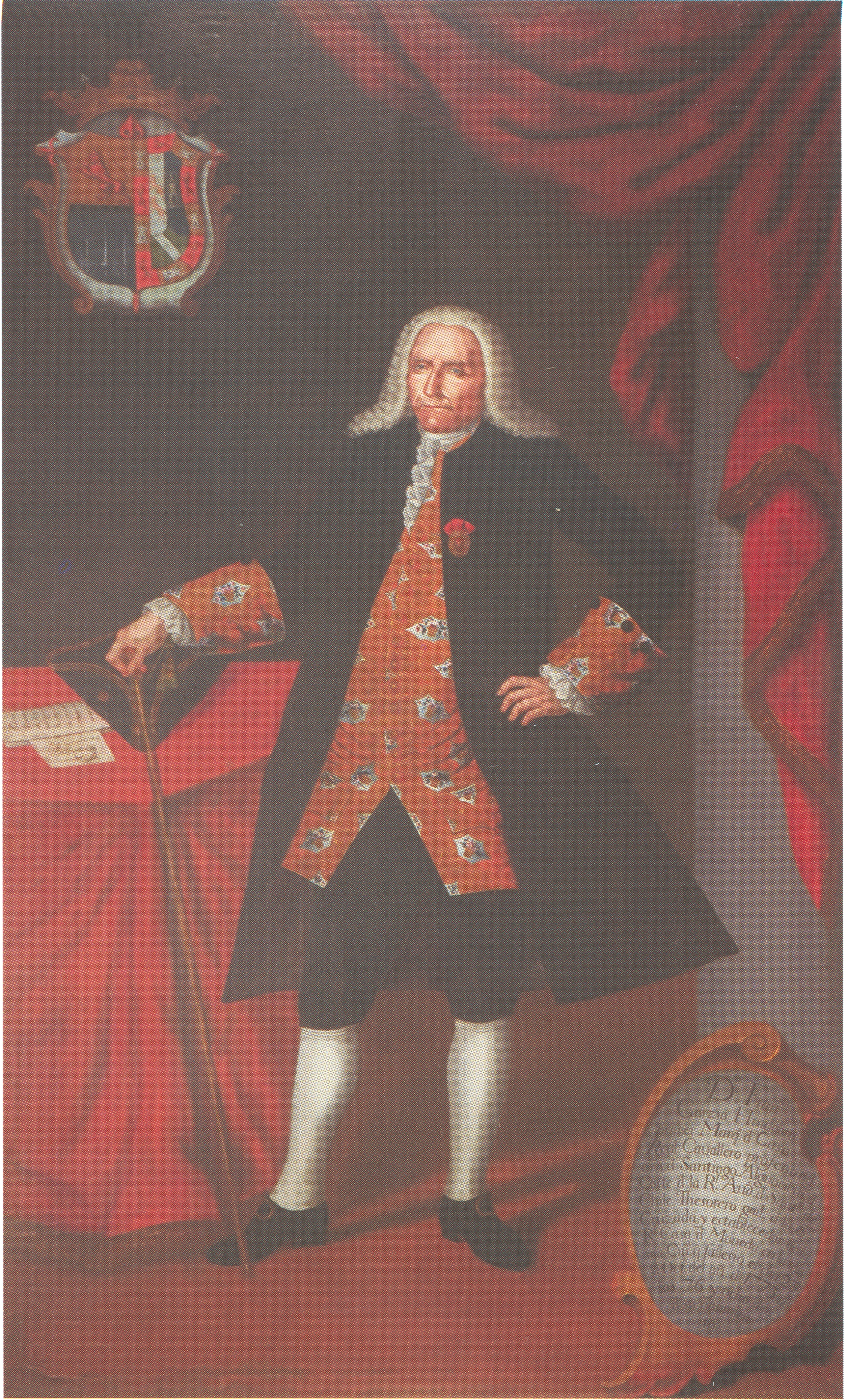
Francisco García de Huidobro, I marqués de Casa Real.

El marquesado de Casa Real es un título nobiliario español otorgado el 8 de noviembre de 1760 junto al vizcondado previo de San Jerónimo a Francisco García de Huidobro, tesorero perpetuo de la Real Casa de Moneda de Chile y caballero de la Orden de Santiago.

## Marqueses de Casa Real

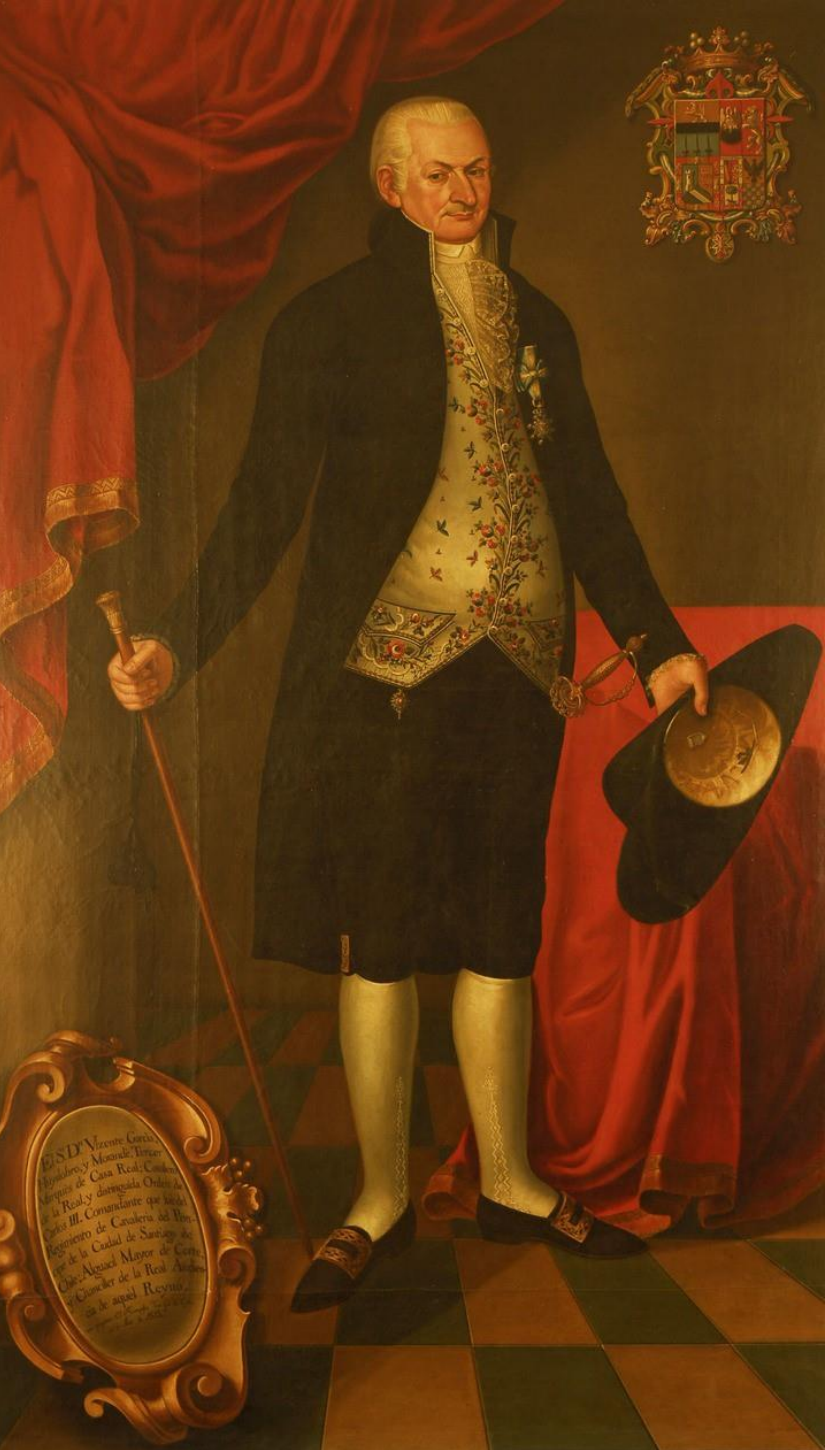
Vicente Egidio García de Huidobro y de la Morandé, por José Gil de Castro (1815)

- Francisco García de Huidobro (Quecedo, 1697-Santiago de Chile, 23 de octubre de 1773[2]), I marqués de Casa Real,[1][3] caballero de la Orden de Santiago en 1742,[4] fundador de la Casa de Moneda de Santiago de Chile en 1743,[5] alguacil mayor de la Real Audiencia en Chile y corregidor de Aconcagua.[6] Era hijo de Pedro Manuel García Zorrilla y Francisca Antonia Alonso de Huidobro.[3][7]

Casó, en Santiago de Chile en 1737, con Francisca Javiera Briand Morandé y Caxigal del Solar (m. 1789), hija de Juan Francisco Briand de Morandais y de Juana Cajigal y Solar. En 16 de mazo de 1776, le sucedió su hijo:
- José Ignacio García de Huidobro y de la Morandé (baut. Santiago de Chile, 16 de diciembre de 1747[10]-Madrid, 25 de octubre de 1780), II marqués de Casa Real[1] y alguacil de mayor de la Real Audiencia de Chile.[11]

En 7 de septiembre de 1782, le sucedió su hermano:
- Vicente Egidio García de Huidobro y de la Morandé (1 de septiembre de 1751-1835),[12][3] III marqués de Casa Real.[1]

Casó, en la catedral de Santiago de Chile el 16 de abril de 1790, con María del Carmen Aldunate Larraín, hija de Juan Martínez de Aldunate y Garces y de Ana María de Larraín y Lecaros, con quien tuvo catorce hijos con descendencia.
Rehabilitado en 1915
- Teresa Pastoriza Caamaño y Márquez de la Plata (f. en 1931), IV marquesa de Casa Real.[1][15]

Casó con José Manuel Márquez de Plata y Angioletti. En 25 de febrero de febrero de 1957, le sucedió su hijo:
- José María Márquez de la Plata y Caamaño, V marqués de Casa Real.[1]

Casó con Vicenta María Ferrándiz y Martí.  Le sucedió, en 17 de abril de 2008, su hija:
- Vicenta Márquez de la Plata y Ferrándiz, VI marquesa de Casa Real.[1][15]

Casó con Luis Valero de Bernabé y Martín de Eugenio.